# Академічне веслування на літніх Олімпійських іграх 1988
Змагання з академічного веслування на літніх Олімпійських іграх 1988 тривали з 19 до 25 вересня 1988 на трасі для регати на річці Хан. Розіграно 14 комплектів нагород: 8 серед чоловіків і 6 серед жінок.
Змагання жіночих парних четвірок уперше на Олімпійських іграх відбулися без стернової. Від часу введення цієї дисципліни 1976 року до 1984-го жіночі парні четвірки мали стернову, а чоловічі були без стернового.

## Таблиця медалей
| Місце               | Країна                | Золото | Срібло | Бронза | Загалом |
| ------------------- | --------------------- | ------ | ------ | ------ | ------- |
| 1                   | НДР (GDR)             | 8      | 1      | 1      | 10      |
| 2                   | Італія (ITA)          | 2      | 0      | 0      | 2       |
| 3                   | Румунія (ROU)         | 1      | 4      | 2      | 7       |
| 4                   | ФРН (FRG)             | 1      | 1      | 1      | 3       |
| 5                   | Велика Британія (GBR) | 1      | 0      | 1      | 2       |
| 6                   | Нідерланди (NED)      | 1      | 0      | 0      | 1       |
| 7                   | СРСР (URS)            | 0      | 2      | 1      | 3       |
| 7                   | США (USA)             | 0      | 2      | 1      | 3       |
| 9                   | Болгарія (BUL)        | 0      | 1      | 2      | 3       |
| 10                  | Китай (CHN)           | 0      | 1      | 1      | 2       |
| 11                  | Норвегія (NOR)        | 0      | 1      | 0      | 1       |
| 11                  | Швейцарія (SUI)       | 0      | 1      | 0      | 1       |
| 13                  | Нова Зеландія (NZL)   | 0      | 0      | 3      | 3       |
| 14                  | Югославія (YUG)       | 0      | 0      | 1      | 1       |
| Загалом (14 збірні) | Загалом (14 збірні)   | 14     | 14     | 14     | 42      |

### Чоловіки
| Дисципліни                       | Золото | Срібло | Бронза |
| -------------------------------- | --- | --- | --- |
| Парні одиночки                   | Томас Ланґе · НДР | Петер-Міхаель Кольбе · Західна Німеччина | Ерік Вердонк · Нова Зеландія |
| Парні двійки                     | Ніко Рінкс і Роналд Флорейн (NED) | Беат Шверцманн і Улі Бодеманн (SUI) | Олександр Марченко і Василь Якуша (URS)                                                                                                 |
| Парні четвірки                   | Італія (ITA) Агостіно Аббаньяле Давіде Тіццано Джанлука Фаріна П'єро Полі                                                                                    | Норвегія (NOR) Альф Гансен Рольф Торсен Ларс Б'єннес Ветле Віньє | НДР (GDR) Єнс Кеппен Штеффен Цюльке Штеффен Боґс Гайко Габерманн                                                                        |
| Розпашні двійки без стернового   | Енді Голмс і Стівен Редгрейв (GBR) | Денуц Добре і Драгош Нягу (ROU) | Садик Муйкич і Боян Прешерн (YUG) |
| Розпашні двійки зі стерновим     | Італія (ITA) Карміне Аббаньяле Джузеппе Аббаньяле Джузеппе ді Капуа (стерновий)                                                                              | НДР (GDR) Маріо Штрайт Детлеф Кірхгофф Рене Ренш (стерновий) | Велика Британія (GBR) Енді Голмс Стівен Редгрейв Патрік Свіні (cox)                                                                     |
| Розпашні четвірки без стернового | НДР (GDR) Роланд Шредер Ральф Брудель Олаф Ферстер Томас Ґрайнер                                                                                             | США (USA) Рауль Родріґес Томас Борер Річард Кеннеллі Девід Крмпотіч | ФРН (FRG) Ґуїдо Ґрабов Фолькер Ґрабов Норберт Кеслау Єрґ Путтліц                                                                        |
| Розпашні четвірки зі стерновим   | НДР (GDR) Бернд Нізеке Гендрік Райгер (стерновий) Карстен Шмелінґ Бернд Айхвурцель Франк Клавонн                                                             | Румунія (ROU) Дімітріе Попеску Йоан Снеп Васіле Томояге Ладіслау Ловренши (стерновий) Валентін Робу                                                                    | Нова Зеландія (NZL) Кріс Вайт Ієн Райт Ендрю Берд (стерновий) Ґреґ Джонстон Джордж Кейс                                                 |
| Вісімки                          | ФРН (FRG) Бане Рабе Екгардт Шульц Ансґар Веслінґ Вольфґанґ Менніґ Маттіас Меллінґгаус Томас Мелленкамп Томас Доміан Армін Айхгольц Манфред Кляйн (стерновий) | СРСР (URS) Віктор Омелянович Василь Тихонов Андрій Васильєв Павло Гурковський Микола Комаров Веніамін Бут Віктор Дідук Олександр Думчев Олександр Лук'янов (стерновий) | США (USA) Майк Теті Джонатан Сміт Тед Паттон Джек Рашер Пітер Норделл Джеффрі Маклафлін Даґ Берден Джон Пескаторе Сет Бауер (стерновий) |

### Жінки
| Дисципліни                     | Золото | Срібло | Бронза                                                                                                |
| ------------------------------ | --- | --- | --- |
| Парні одиночки                 | Ютта Берендт · НДР | Енн Марден · США | Магдалена Георгієва · Болгарія                                                                        |
| Парні двійки                   | Бірґіт Петер і Мартіна Шретер (GDR)                                                                                                | Елісабета Ліпе і Вероніка Коджану (ROU) | Віолета Нінова і Стефка Мадіна (BUL)                                                                  |
| Парні четвірки                 | НДР (GDR) Керстін Ферстер Крістіна Мундт Беате Шрамм Яна Зорґерс                                                                   | СРСР (URS) Ірина Калімбет Світлана Мазій Інна Фролова Антоніна Зелікович                                                                             | Румунія (ROU) Анішоара Белан Анішоара Міня Вероніка Коджану Елісабета Ліпе                            |
| Розпашні двійки без стернової  | Родіка Арба і Ольга Хомегі (ROU)                                                                                                   | Радка Стоянова і Лалка Берберова (BUL) | Ніккі Пейн і Лінлі Ганнен (NZL)                                                                       |
| Розпашні четвірки зі стерновою | НДР (GDR) Мартіна Вальтер Ґерлінде Добершюц Карола Горніґ Бірте Зіх Сільвія Розе                                                   | Китай (CHN) Чжан Сянхуа Ху Ядун Ян Сяо Чжоу Шоуїн Лі Жунхуа                                                                                          | Румунія (ROU) Марьоара Трашке Вероніка Некула Херта Аніташ Дойна Шнеп-Белан Екатеріна Оанча           |
| Вісімки                        | НДР (GDR) Аннеґрет Штраух Юдіт Цайдлер Катрін Гакер Уте Вільд Аня Клуґе Беатрікс Шреер Рамона Бальтазар Уте Штанґе Даніела Нойнаст | Румунія (ROU) Дойна Шнеп-Белан Вероніка Некула Херта Аніташ Марьоара Трашке Адр'яна Базон Міхаела Армешеску Родіка Арба Ольга Хомегі Екатеріна Оанча | Китай (CHN) Чжоу Сюхуа Чжан Ялі Хе Яньвень Хань Яцинь Чжан Сянхуа Чжоу Шоуїн Ян Сяо Ху Ядун Лі Жунхуа |